# Луций Корнелий Сулла (консул 5 года до н. э.)
Лу́ций Корне́лий Су́лла (лат. Lucius Cornelius Sulla; умер после 5 года до н. э.) — политический деятель эпохи ранней Римской империи, ординарный консул 5 года до н. э.

## Биография
Луций происходил из патрицианского рода Корнелиев Сулл; известно, что его отец носил преномен Публий. Таким образом, дедом Суллы, возможно, был Публий Корнелий Сулла, избранный на 66 год до н. э. консулом, но не вступивший в должность, поскольку его обвинили в подкупе избирателей (crimen de ambitu).
В 5 году до н. э. Сулла, после претуры, занял должность ординарного консула вместе с императором Октавианом Августом, который стал консулом в двенадцатый раз.

## Примечание
1. ↑  L'Année épigraphique (AE). — 1964. — № 74a.